# Savoy (Texas)
Savoy és una població dels Estats Units a l'estat de Texas. Segons el cens del 2000 tenia 850 habitants.

## Demografia
Segons el cens del 2000, Savoy tenia 850 habitants, 305 habitatges, i 214 famílies. La densitat de població era de 455,8 habitants per km².
Dels 305 habitatges en un 33,4% hi vivien nens de menys de 18 anys, en un 58% hi vivien parelles casades, en un 10,5% dones solteres, i en un 29,8% no eren unitats familiars. En el 26,2% dels habitatges hi vivien persones soles el 12,5% de les quals corresponia a persones de 65 anys o més que vivien soles. El nombre mitjà de persones vivint en cada habitatge era de 2,47 i el nombre mitjà de persones que vivien en cada família era de 3.
Per edats la població es repartia de la següent manera: un 23,6% tenia menys de 18 anys, un 6,6% entre 18 i 24, un 23,8% entre 25 i 44, un 21,3% de 45 a 60 i un 24,7% 65 anys o més.
L'edat mediana era de 42 anys. Per cada 100 dones de 18 o més anys hi havia 77,8 homes.
La renda mediana per habitatge era de 37.679 $ i la renda mediana per família de 41.641 $. Els homes tenien una renda mediana de 31.528 $ mentre que les dones 22.188 $. La renda per capita de la població era de 16.448 $. Aproximadament el 4,3% de les famílies i el 8,6% de la població estaven per davall del llindar de pobresa.

## Poblacions més properes
El següent diagrama mostra les poblacions més properes.